# Вакарчук Іван Олександрович

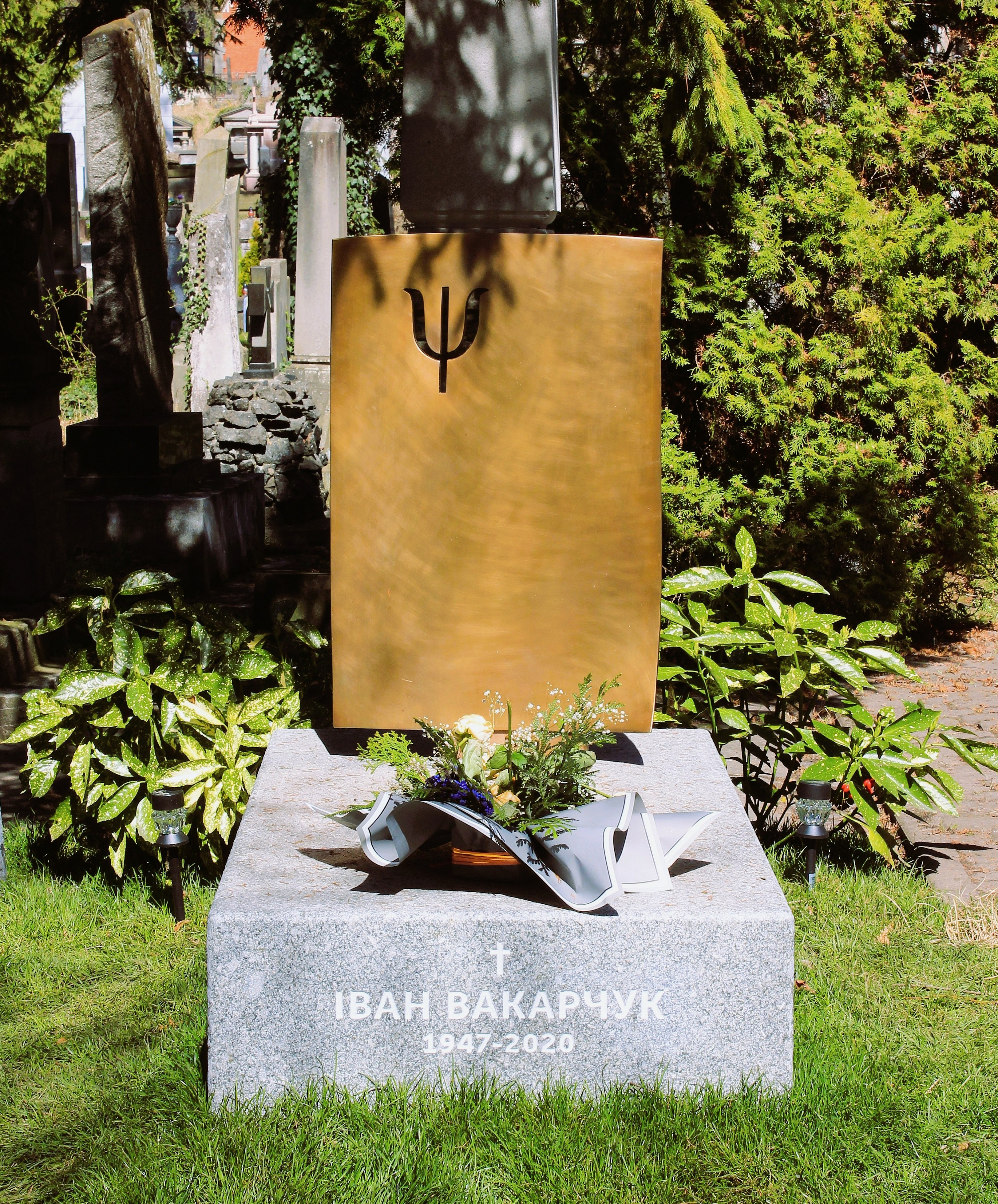
Пам’ятник на могилі професора Івана Вакарчука на Личаківському цвинтарі у Львові.

Іва́н Олекса́ндрович Вакарчу́к  (6 березня 1947, Братушани, Молдовська РСР, нині — Єдинецький район, Молдова — 4 квітня 2020, Львів, Україна) — український фізик, політик і громадський діяч, міністр освіти і науки України (2007–2010). Протягом 1990–2007 і 2010—2013 років був ректором Львівського університету імені Івана Франка. Доктор фізико-математичних наук (1980), заслужений професор Львівського університету (2012). Герой України (2007). Заслужений діяч науки і техніки України (2006), кавалер ордена «За заслуги» II ступеня (2006), лауреат Державної премії України в галузі науки і техніки (2000).
Батько лідера рок-гурту «Океан Ельзи», співака та політика Святослава Вакарчука.

## Життєпис
Доктор фізико-математичних наук, професор, завідувач кафедри теоретичної фізики Львівського університету ім. Франка, член Ради з питань науки та науково-технічної політики при Президентові України, член президії Національної ради Конгресу української інтелігенції.
1954–1965 — Навчався в Братушанській середній школі, яку закінчив із медаллю.
1965–1970 — навчання на фізичному факультеті Львівського університету ім. Франка.
1970–1973 — навчання в аспірантурі Львівського відділу статистичної теорії конденсованого стану Інституту теоретичної фізики АН УРСР.
1973–1978 — молодший науковий співробітник Львівського відділу Інституту теоретичної фізики АН УРСР.
1977, 1981 — нагороджений Грамотою Президії АН УРСР.
1978–1980 — старший науковий працівник Львівського відділу Інституту теоретичної фізики АН УРСР.
1980–1984 — керував відділом квантової статистики у Львівському відділі статистичної теорії конденсованого стану Інституту теоретичної фізики АН УРСР.
1983 — нагороджений значком «Відмінник народної освіти УРСР».
1984 — професор кафедри теоретичної фізики Львівського університету.
1989 — обраний народним депутатом СРСР; член Комітету ВР СРСР з науки, входив до складу Міжрегіональної депутатської групи.
13 листопада 1990 обраний ректором Львівського університету ім. Франка (переобраний на цю посаду 2001 року).
1991 — обраний президентом Малої академії наук Львівщини.
1996 — обраний головою Ради ректорів Львівщини.
1996 — нагороджений Почесною відзнакою Президента України.
З 1996 року — засновник і головний редактор «Журналу фізичних досліджень» та журналу «Світ фізики».
Із 2001 року — президент Українського фізичного товариства.
Лауреат Премії НАН України імені Миколи Павловича Барабашова 2005 року за цикл робіт «Спектральні дослідження зірок та комет» (спільно з Климом Івановичем Чурюмовим та Наталією Геннадіївною Щукіною).
З 18 грудня 2007 року по 11 березня 2010 року — Міністр освіти і науки України.
В останні роки свого життя він хворів.
Помер Іван Вакарчук 4 квітня 2020 року у віці 73 років у Львові. Прощання через карантин відбулося в родинному колі, а поховали його на 4 полі Личаківського цвинтаря.

## Політика
У 1989—1991 роках — народний депутат СРСР від територіального виборчого округу № 486 (Львівська область), член КПРС. Восени 1989 року — учасник установчого з'їзду Народного Руху України за перебудову, один із делегатів від Львівської області.
1999 року — довірена особа Леоніда Кучми на виборах президента України.

## Заява щодо Вікіпедії
9 березня 2010 року (за два дні до звільнення з посади міністра освіти і науки України, після чого міністром було призначено Дмитра Табачника) Іван Вакарчук звернувся з заявою до академічної спільноти України. У ній він закликав «кожного українського науковця написати для Вікіпедії бодай дві-три статті з Вашого напрямку», а викладачів університетів — «широко залучати до цієї роботи студентів-старшокурсників».

## Нагороди
- Звання Герой України з врученням ордена Держави (5 березня 2007) — за визначні особисті заслуги в розвитку вітчизняної освіти і науки, багаторічну плідну науково-педагогічну діяльність, вагомий внесок в утвердження незалежної Української держави[11]
- Орден «За заслуги» II ст. (16 лютого 2005) — за вагомий особистий внесок у захист демократії, єдності, соборності і незалежності України, відстоювання ідеалів свободи і прав людини, активну громадянську позицію[12]
- Почесна відзнака Президента України (22 серпня 1996) — за визначні досягнення у праці, що сприяють економічному, науково-технічному і соціально-культурному розвиткові України, зміцненню її державності і міжнародного авторитету, та з нагоди п'ятої річниці незалежності України[13]
- Заслужений діяч науки і техніки України (27 серпня 2006) — за вагомий особистий внесок в увічнення пам'яті Івана Франка[14]
- Державна премія України в галузі науки і техніки 2000 року — за підручник «Квантова механіка». — Л.: Львівський держуніверситет ім. І. Франка, 1998[15]
- Почесний доктор Вроцлавського університету[16]
- Почесний доктор Краківського педагогічного університету

## Родина
Був одружений. Дружина — Світлана Олександрівна (нар. 02.06.1947) — викладач фізики, доцент Львівського університету ветеринарної медицини та біотехнологій імені Степана Зеноновича Ґжицького.
Син Святослав (1975 р.н.) — народний депутат України (до 2008 р. та з 2019 р. і до 2020 р.), лідер гурту «Океан Ельзи»; син Олег (нар. 1980) — підприємець.

## Праці
Автор понад 240 наукових праць.
- 5 лютого 1974 року — захистив кандидатську дисертацію «Застосування методу зміщень та колективних змінних до дослідження системи взаємодійних бозе-частинок близько абсолютного нуля» (Інститут теоретичної фізики АНУ).
- 5 червня 1980 року — захистив докторську дисертацію «Мікроскопічна теорія бозе-рідини» (Інститут теоретичної фізики АН УРСР).

На 14-му Львівському книжковому форумі (2007) підручник «Квантова механіка» Івана Вакарчука було визнано однією з кращих книг форуму.

## Книги
- Вакарчук І. О. Вступ до проблеми багатьох тіл. — Л. : ЛНУ ім. Івана Франка, 1999. — 220 с.
- Вакарчук І. О. Квантова механіка. — 4-е видання, доповнене. — Л. : ЛНУ ім. Івана Франка, 2012. — 872 с.
- Вакарчук І. О. Лекції з загальної теорії відносності. — Л. : Вид-во Львів. ун-ту, 1991. — 91 с.
- Вакарчук І. О. Теорія зоряних спектрів. — Л. : ЛНУ ім. Івана Франка, 2002. — 359 с.